# Hydroptila sidong
Hydroptila sidong är en nattsländeart som beskrevs av Olah 1989. Hydroptila sidong ingår i släktet Hydroptila och familjen smånattsländor. Inga underarter finns listade i Catalogue of Life.